# Наклейка

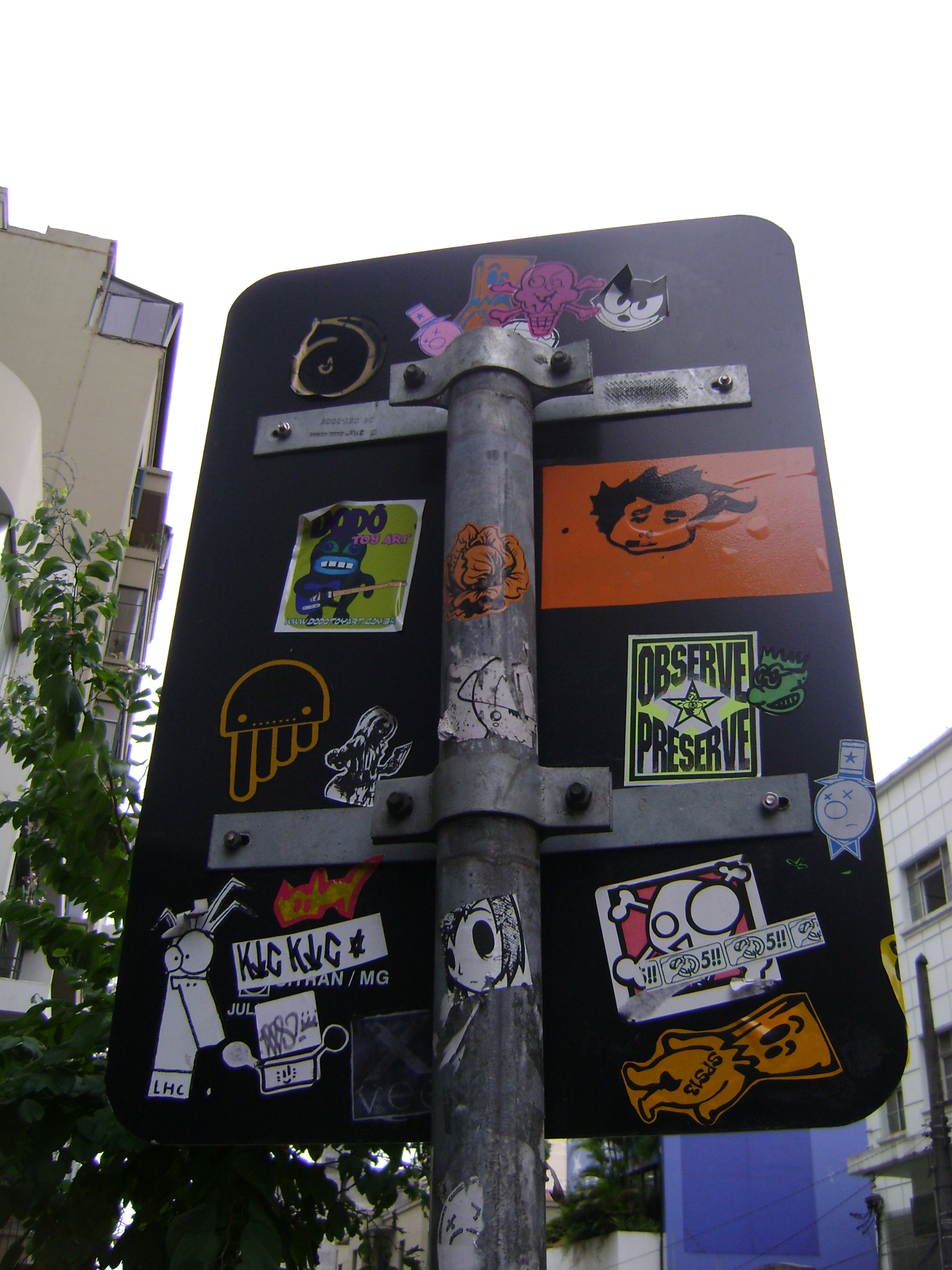
Наклейки на знакові у Сан-Паулу, Бразилія

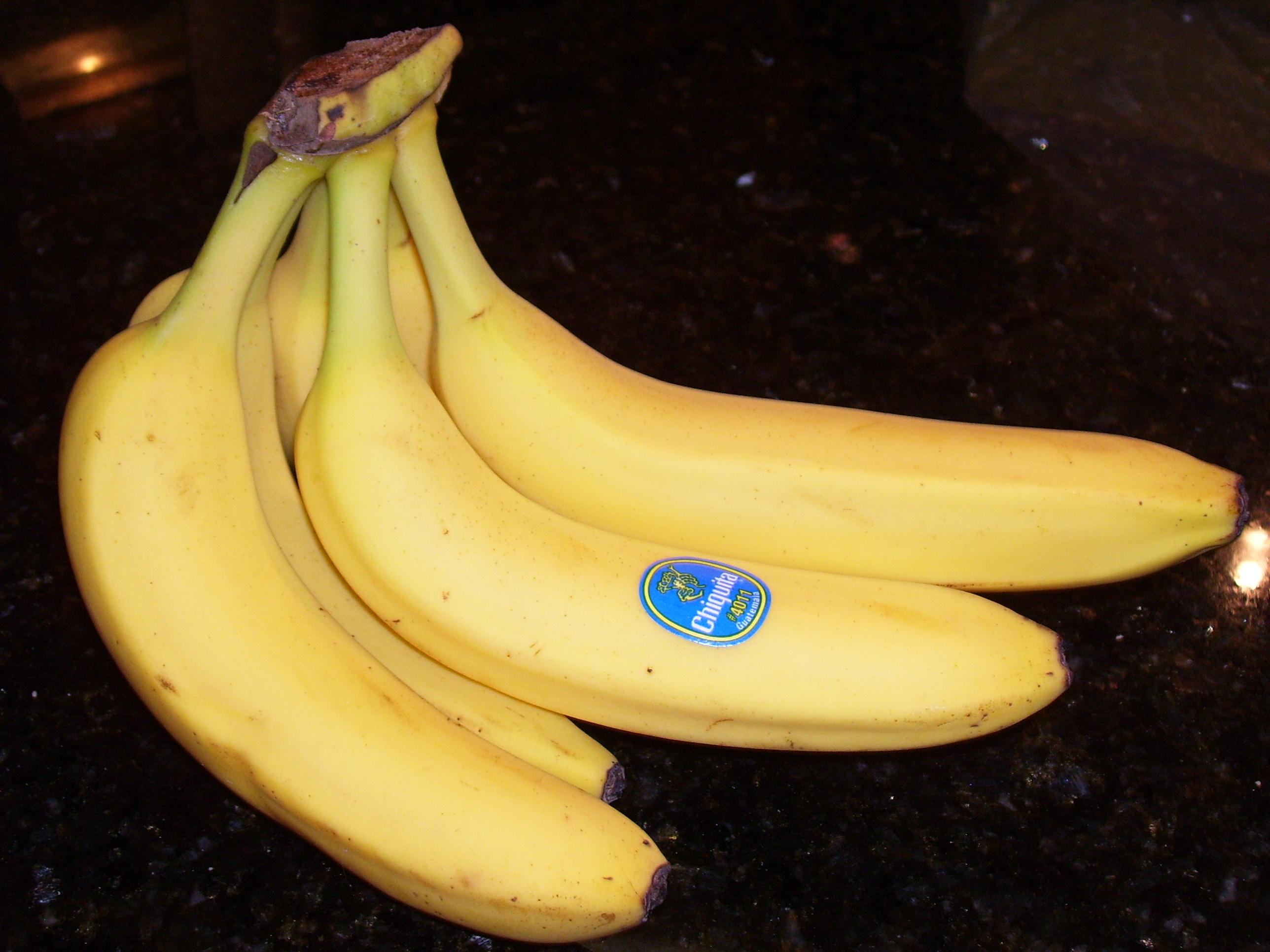
Торгова наклейка

Накле́йка, наліпка — тип паперу або пластику, липкий з одного боку і, як правило, з дизайном, з іншого. Використовують для прикраси залежно від ситуації. Наклейка — це наклеєний на щось папірець, етикетка, а також взагалі те, що наклеєно на що-небудь. Наклейки бувають різних форм, розмірів і кольорів, і наклеюються на такі речі, як коробки для сніданку, в дитячих кімнатах, на папір, шафи, ноутбуки тощо.
Наклейка — одна з малих форм нагадуваної реклами; виробляється поліграфічно або методом шовкографії, зазвичай на самоклеючій основі. Матеріал, з якого виготовляється наклейка, може бути найрізноманітнішим: папір (різних сортів і щільності), пластик, плівка. Найпоширенішим матеріалом при виготовленні наклейки є папір. Використання плівки при виготовленні наклейки обумовлюється більш жорсткими умовами експлуатації. Види наклейок — аплікація, голограма, стикер, етикетка, ярлик.
Деякі люди колекціонують торгові наклейки (етикетки). Існує величезна кількість колекційних наклейок, які виготовляються на різні тематики, такі, як спорт, мультиплікаційні фільми, герої коміксів тощо.
Наклейки в основному можна поділити на три види:
- Прості наклейки, які виготовляються невеликими тиражами та наклеюються вручну. Друкуються в універсальних друкарнях.
- Вінілові наклейки діляться на дві категорії:

1. Це стикери на плівці з тонкого непрозорого вінілу. Може бути будь-якого кольору, за бажанням. Виконується контурною графікою на глянсовому або матовому вінілі, також за бажанням.
2. Це наклейки з полівінілхлориду (ПВХ) на стикерній плівці. Як правило, графіка наклейок з ПВХ є мультиплікаційною, по більшій частині. По суті, це звичайний стикер, тільки (і це дуже суттєво) виконання не друкарськими фарбами, які дуже швидко «відцвітають», а спеціальним вініловим маркером, що дозволяє зберігати наклейці свої кольори протягом досить довгого часу.

- Самоклеючі етикетки, виготовляються великими тиражами в спеціалізованих друкарнях і наклеюються за допомогою спеціальних автоматизованих пристосувань. Виробляють їх у вигляді великих рулонів, які знаходяться в автоматі.

Для друку наклейок можна використовувати звичайні струменеві або лазерні принтери, при доступності методу основними обмеженнями є вживані матеріали та обмеження експлуатації подібних наклейок.
Для наклейок виробляють спеціальні альбоми.